# HMS Puncher (D79)
Авіаносець «Панчер» (англ. HMS Puncher (D79)) — ескортний авіаносець США часів Другої світової війни типу «Боуг» (2 група, тип «Ameer»/«Ruler»), переданий ВМС Великої Британії за програмою ленд-лізу.

## Історія створення
Авіаносець «Панчер» був закладений 21 травня 1943 року на верфі «Seattle-Tacoma Shipbuilding Corporation» під назвою «USS Willapa (CVE-53)». Спущений на воду 22 листопада 1943 року. Переданий ВМС Великої Британії, вступив у стрій під назвою «Панчер» 18 лютого 1944 року.

## Історія служби
Авіаносець «Панчер» (а також «Набоб») були укомплектований канадськими екіпажами, оскільки ВМС Канади планували мати у своєму складі авіаносці, і йому були потрібні моряки з досвідом експлуатації таких кораблів.
«Панчер» перейшов в Англію і у вересні 1944 року був включений до складу флоту Метрополії. З листопада 1944 року по січень 1945 року проходила підготовка авіагрупи, після чого авіаносець брав участь у супроводі шести арктичних конвоїв та у трьох операціях зі знищення судноплавства біля берегів Норвегії (лютий-квітень 1945 року).
З травня 1945 року «Панчер» використовувався як навчальний авіаносець.
16 лютого 1946 року авіаносець «Панчер» був повернутий США, де 12 березня того ж року був виключений зі списків флоту. 
9 січня 1947 року корабель був проданий для переобладнання на торгове судно, яке згодом було продане британській компанії «J. Chambers & Co» і у 1948 році почав використовуватись під назвою «Muncaster Castle». У 1954 році корабель був перейменований на «Bardic».
У 1959 році корабель був проданий компанії «Ben Line Steamers» та перейменований на «Ben Nevis».
У червні 1973 року корабель був проданий на злам і того ж рок розібраний на Тайвані.